# کینگدم هولدینگ کمپانی
کینگدم هولدینگ کمپانی (به انگلیسی: Kingdom Holding Company) شرکت هلدینگ خدمات مالی عربستانی است، که دارای سرمایه‌گذاری در حوزه‌های املاک و مستغلات، هتل‌داری، بانکداری و خدمات مالی، فناوری اطلاعات، خدمات اینترنتی و رسانه‌های گروهی می‌باشد. مالک این شرکت ولید بن طلال (ثروتمندترین عرب جهان) است.
شرکت کینگدم هولدینگ در سال ۱۹۸۰ راه‌اندازی شد و در حال حاضر دارای سهام در شرکت‌های آمازون.کام، تایم وارنر، ای‌اوال، اپل، سیتی‌گروپ، کوکاکولا، هتل‌های چهار فصل، هتل‌های فئرمونت، فورد، اچ‌پی، نیوز کورپوریشن، گروه روتانا، بوئینگ، ایستمن کداک، باشگاه فوتبال الهلال عربستان ،توییتر و ای‌بی می‌باشد. دفتر مرکزی این شرکت در برج المملکه، ریاض، عربستان سعودی قرار دارد.